# Чемпионат Австралии по футболу 2006/2007
Сезон A-League 2006/07 — второй сезон чемпионата Австралии по футболу под франшизой A-League. Футбольная федерация Австралии надеялась закрепить успех первого сезона, а также благодаря выступлению Соккеруз на Чемпионате мира 2006. Также был подписан семилетний контракт на 120 миллионов AUD c Fox Sports на эксклюзивные права на все матчи A-League, матчи Лиги чемпионов АФК и матчи сборной (за исключением матчей чемпионата мира).
Рекламная кампания турнира осталась прежней, только изменилось звуковое сопровождение, вместо трека Manuel Neztic «Kickin Down», стала использоваться песня новозеландского репера Scribe — «Not Many». Второй сезон получил название A-League: Version 2.

## Клубы-участники
| Клуб                  | Главный тренер                                 | Капитан         | Стадион                       | Вместимость   |
| --------------------- | ---------------------------------------------- | --------------- | ----------------------------- | ------------- |
| Аделаида Юнайтед      | Джон Космина                                   | Росс Алоизи     | Хайндмарш Стэдиум             | 17 000        |
| Квинсленд Роар        | Мирон Блейберг Фрэнк Фарина (с 16 ноября 2006) | Чэд Гибсон      | Лэнг Парк                     | 52 500        |
| Мельбурн Виктори      | Эрни Меррик                                    | Кевин Мускат    | Олимпик-парк Доклендс         | 18 500 56 347 |
| Нью Зиланд Найтс      | Пол Невин Рики Херберт (с декабря 2006)        | Даррен Бейзли   | Норт Харбор Стэдиум           | 25 000        |
| Ньюкасл Юнайтед Джетс | Гэри Ван Эгмонд                                | Пол Окон        | Хантер Стэдиум                | 26 164        |
| Перт Глори            | Стив Макмахон                                  | Джейми Харнуэлл | Перт Овал                     | 18 156        |
| Сентрал Кост Маринерс | Лори Маккинна                                  | Ноэль Спенсер   | Сентрал Кост Стэдиум          | 20 119        |
| Сидней                | Терри Бутчер                                   | Марк Рудан      | Сиднейский футбольный стадион | 42 500        |

## Иностранные футболисты
| Клуб                  | Виза 1          | Виза 2           | Виза 3          | Виза 4        | Иностранные футболист, на которых не распространяется лимит                                      |
| --------------------- | --------------- | ---------------- | --------------- | ------------- | ------------------------------------------------------------------------------------------------ |
| Аделаида Юнайтед      | Фернандо Рех    | Цюй Шэнцин       | Бобби Петта     |               | Ромарио                                                                                          |
| Сентрал Кост Маринерс | Андре Гумпрехт  | Джейми Макмастер | Уэйн О'Салливан |               | Джон Хатчинсон                                                                                   |
| Мельбурн Виктори      | Алессандро      | Фред             | Джеймс Робинсон | Грант Бребнер | Клаудиньо                                                                                        |
| Нью Зиланд Найтс      | Даррен Бейзли   | Нил Эмблен       | Малик Буари     | Дани Родригеш | Ли Ян3 Фернандо3 Ален Марцина3 Гао Лэйлэй3 Шон Девайн1 Дин Гордон3 Хамза Мохаммед3 Скот Геммилл3 |
| Ньюкасл Джетс         | Милтон Родригес | Тим Браун        | Стивен Оулд     |               | Вон Ковени1                                                                                      |
| Перт Глори            | Лео Бертос      | Джереми Кристи   | Дэнни Хэй       |               |                                                                                                  |
| Квинсленд Роар        | Рейналдо        | Маркус Ведау     | Саймон Линч     | Римо Бюсс     | Со Хёк-су1 Чжан Юйнин3 Стюарт Макларен1                                                          |
| Сидней                | Джереми Броки   | Терри Макфлин    | Дуайт Йорк      |               | Йонас Салли1 Бенито Карбоне4                                                                     |

Лимит не распространяется по следующим условиям:

1На футболистов которые были рождены или начали свою карьеру в иностранном государстве, но получили статус резидента Австралии (или резидентов Новой Зеландии, в случае «Нью Зиланд Найтс»);

2Австралийские резиденты (или резиденты Новой Зеландии, в случае «Нью Зиланд Найтс») выступающие за другие национальные сборные;

3Футболисты, замещающие травмированных или вызваных в национальные сборные игроков;

4Гостевые футболисты (имеют право играть максимум в десяти играх) 

## Предсезонный Кубок А-Лиги
Турнир был проведён как и в прошлом году в преддверии сезона в июле—августе 2006 года, с групповым этапом по встрече с каждым сопреником и бонусным раундом, где аутсайдеры группы встречались с лидерами другой группы, и выходом по две лучшие команды из группы в плей—офф.
Предсезонный кубок проводился для поднятия популярности А-Лиги в регионах, матчи были проведены в таких городах как: Голд-Кост, Саншайн-Кост, Тувумба, Лонсестон, Канберра, Вуллонгонг, Порт-Маккуори, Ориндж и Тамуэрт.
Победу в кубке одержала «Аделаида Юнайтед», одолевшая в финале 16 августа 2006 года «Сентрал Кост».

## Регулярный чемпионат
Чемпионат стартовал 25 августа 2006 года и завершился 21 января 2007 года.
| М | Команда               | И  | В  | Н | П  | Мячи    | ±   | О   | Примечания                                            |
| - | --------------------- | -- | -- | - | -- | ------- | --- | --- | ----------------------------------------------------- |
| 1 | Мельбурн Виктори      | 21 | 14 | 3 | 4  | 41 − 20 | +21 | 45  | Квалификация в групповой этап Лиги чемпионов АФК 2008 |
| 2 | Аделаида Юнайтед      | 21 | 10 | 3 | 8  | 32 − 27 | +5  | 33  | Квалификация в групповой этап Лиги чемпионов АФК 2008 |
| 3 | Ньюкасл Юнайтед Джетс | 21 | 8  | 6 | 7  | 32 − 30 | +2  | 30  | Плей-офф А-лиги                                       |
| 4 | Сидней                | 21 | 8  | 8 | 5  | 29 − 19 | +10 | 29* | Плей-офф А-лиги                                       |
| 5 | Квинсленд Роар        | 21 | 8  | 5 | 8  | 25 − 27 | −2  | 29  |                                                       |
| 6 | Сентрал Кост Маринерс | 21 | 6  | 6 | 9  | 22 − 26 | −4  | 24  |                                                       |
| 7 | Перт Глори            | 21 | 5  | 5 | 11 | 24 − 30 | −6  | 20  |                                                       |
| 8 | Нью Зиланд Найтс      | 21 | 5  | 4 | 12 | 13 − 39 | −26 | 19  | Расформирована в конце сезона                         |

И — игры, В — выигрыши, Н — ничьи, П — проигрыши, Мячи — забитые и пропущенные голы, ± — разница голов, О — очки

* Сидней был оштрафован в 18 туре на три очка за нарушение потолка зарплат в сезоне 2005/06

## Финальная серия
|  | Полуфинал | Полуфинал             | Полуфинал             | Полуфинал             |  |   | Малый финал          | Малый финал | Малый финал |   |                  | Гранд Финал | Гранд Финал      | Гранд Финал |
|  |           |                       | L1                    | L2                    |  |   |                      |             |             |   |                  |             |                  |             |
|  |           | 28 января и 4 февраля |                       |                       |  |   |                      |             |             |   |                  |             |                  |             |
|  | 1         | Мельбурн Виктори      | 0                     | 2                     |  |   |                      |             |             |   |                  |             | 18 февраля       |             |
|  | 2         | Аделаида Юнайтед      | 0                     | 1                     |  |   |                      | 11 февраля  |             |   |                  | 1           | Мельбурн Виктори | 6           |
|  |           |                       |                       |                       |  | 2 | Аделаида Юнайтед (П) | 1 (4)       |             | 2 | Аделаида Юнайтед | 0           |                  |             |
|  |           | 26 января и 2 февраля | 26 января и 2 февраля | 26 января и 2 февраля |  | 3 | Ньюкасл Джетс        | 1 (3)       |             |   |                  |             |                  |             |
|  | 3         | Ньюкасл Джетс         | 1                     | 2                     |  |   |                      |             |             |   |                  |             |                  |             |
|  | 4         | Сидней                | 2                     | 0                     |  |   |                      |             |             |   |                  |             |                  |             |

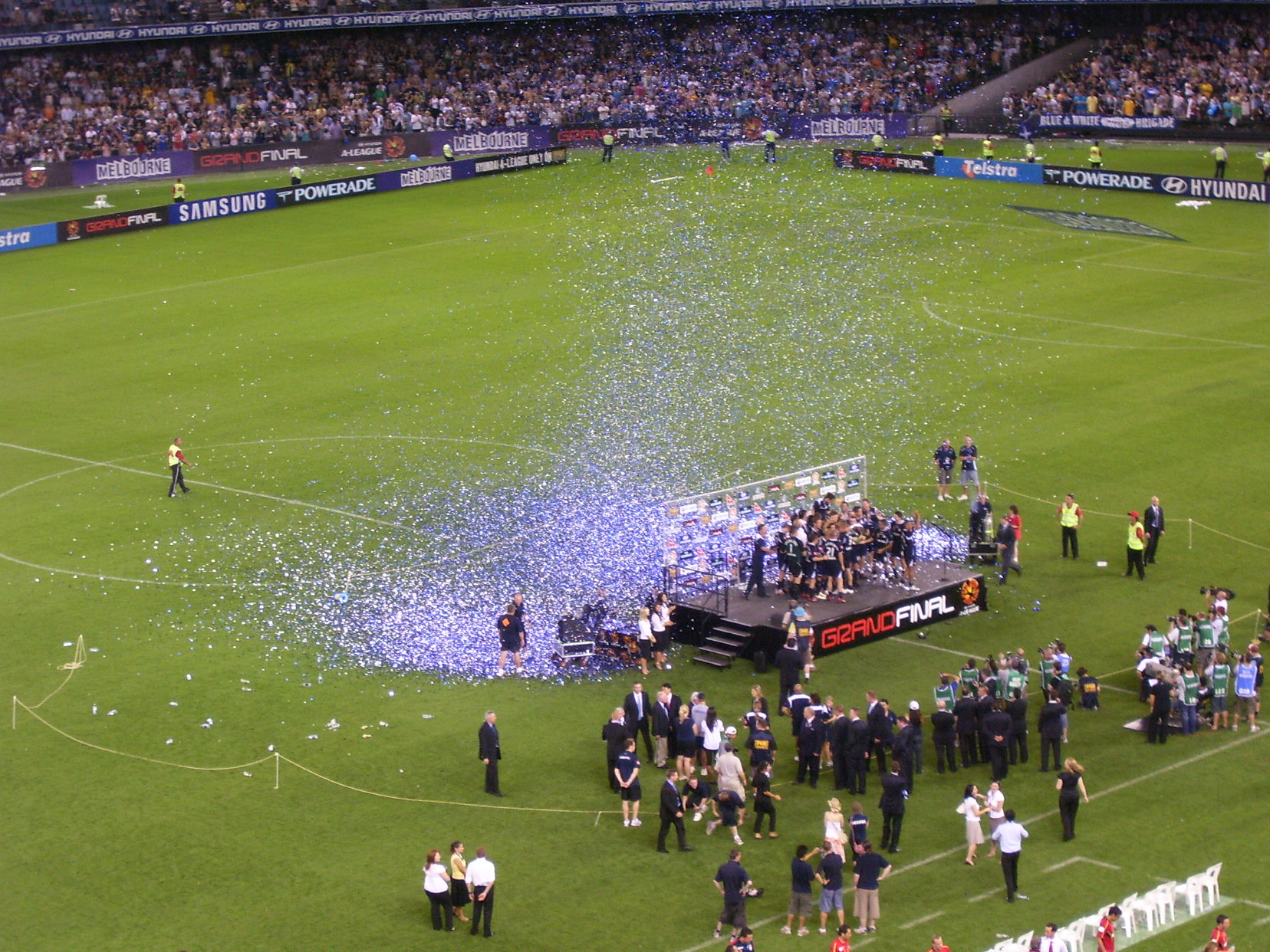
«Мельбурн Виктори» празднуют победу в финале.

21 ноября 2006 года Азиатская конфедерация футбола объявила об участии в Лиге чемпионов АФК 2007 чемпиона и премьера сезона 2005/06 клубов «Сидней» и «Аделаида Юнайтед», а не победитель сезона 2006/07.
ФФА объявила о том что премьеры и чемпионы будут участвовать в Лиге чемпионов АФК следующего года, тем самым установив годовой разрыв между квалификацией на турнир и участие в нём.

## Статистика

### Бомбардиры
|   | Игрок           | Клуб                                  | Голы |
| - | --------------- | ------------------------------------- | ---- |
| 1 | Арчи Томпсон    | Мельбурн Виктори                      | 15   |
| 2 | Дэнни Оллсопп   | Мельбурн Виктори                      | 12   |
| 3 | Дамиан Мори     | Сентрал Кост Маринерс, Квинсленд Роар | 8    |
| 4 | Марк Бридж      | Ньюкасл Джетс                         | 8    |
| 5 | Адам Квасник    | Сентрал Кост Маринерс                 | 7    |
| 5 | Джейми Харнуэлл | Перт Глори                            | 7    |

### Голевые передачи
|   | Игрок             | Клуб             | Передачи |
| - | ----------------- | ---------------- | -------- |
| 1 | Фред              | Мельбурн Виктори | 9        |
| 2 | Лео Бертос        | Перт Глори       | 9        |
| 3 | Джейсон Спагнуоло | Аделаида Юнайтед | 7        |
| 4 | Мэтт Томпсон      | Ньюкасл Джетс    | 6        |
| 5 | Ник Карл          | Ньюкасл Джетс    | 6        |
| 5 | Арчи Томпсон      | Мельбурн Виктори | 5        |

### Жёлтые карточки
|   | Игрок           | Клуб             | Жёлтые карточки |
| - | --------------- | ---------------- | --------------- |
| 1 | Адриан Лейер    | Мельбурн Виктори | 7               |
| 2 | Ник Карл        | Ньюкасл Джетс    | 6               |
| 3 | Эндрю Дуранте   | Ньюкасл Джетс    | 6               |
| 4 | Кевин Мускат    | Мельбурн Виктори | 5               |
| 5 | Терри Макфлин   | Сидней           | 5               |
| 5 | Саймон Колозимо | Перт Глори       | 5               |

## Наибольшая посещаемость матчей
- 55 435: «Мельбурн Виктори» против «Аделаида Юнайтед» 18 февраля 2007 года (Гранд Финал)
- 55 333: «Мельбурн Виктори» против «Сидней» 8 Декабря 2006 года (16 тур)
- 47 413: «Мельбурн Виктори» против «Аделаида Юнайтед» 4 февраля 2007 года (Полуфинал)
- 39 730: «Мельбурн Виктори» против «Сидней» 2 сентября 2006 года (2 тур)
- 32 371: «Квинсленд Роар» против «Сидней» 20 января 2007 года (21 тур)

## Награды
Церемония вручения наград проходила в Сиднейском оперном театре 27 февраля 2007 года.
| Награда                                                    | Футболист                        |
| ---------------------------------------------------------- | -------------------------------- |
| Медаль Джонни Уоррена (Лучший игрок по выбору футболистов) | Ник Карл (Ньюкасл Джетс)         |
| Golden Boot Award (Бомбардир регулярного чемпионата)       | Дэнни Оллсопп (Мельбурн Виктори) |
| Rising Star Award (Лучший молодой игрок года)              | Адриан Лейер (Мельбурн Виктори)  |
| A-League Coach of the Year (Тренер года)                   | Эрни Меррик (Мельбурн Виктори)   |
| Zurich Referee of the Year (Рефери года)                   | Марк Шилд                        |
| Медаль Джо Марстона (Лучший игрок финала)                  | Арчи Томпсон (Мельбурн Виктори)  |